# Burg Lichtenfels (Ottenstein)
Die Burg Lichtenfels ist die Ruine einer Höhenburg bei Peygarten-Ottenstein im Waldviertel, Niederösterreich, zur Stadt  Zwettl-Niederösterreich gehörend.

## Lage
Ursprünglich auf einem bewaldeten Felskopf eines Berghangs erbaut, liegt sie heute auf einer Halbinsel des Stausees Ottenstein im Waldviertel. Sie gehört zur Ortschaft Friedersbach.

## Geschichte
Die Burg Lichtenfels gehörte zu den kleineren Besitztümern, die an die Besitzungen der Kuenringer grenzte und aus dem Besitz der deutschen Könige stammte. Diese hatten im 12. Jahrhundert das Gebiet an kleine Adelshäuser vergeben, um das Gebiet des Kamps urbar zu machen. Ursprünglich gehörten diese noch nicht zum Herzogtum Österreich, sondern kamen erst 1156 dazu.
Urkundlich ist in diesem Gebiet Hartung von Rauheneck und seine Söhne Albero, Otto und Ortlof 1136 nachgewiesen. Dieser bekam dieses Gebiet von Herzog Heinrich Jasomirgott als Lehen und erbaute Mitte des 12. Jahrhunderts die Burg. Die Rauhenecks, deren Beiname „die Tursen“ (= Riesen) war und die in Niederösterreich weit verzweigt waren, hatten bis 1335 das Lehen, bevor es an den Herzog heimfiel. 
Der Bekannteste der Rauhenecks war Hugo der Turs von Rauheneck. Dieser schien in der ersten österreichischen Urkunde, die in deutscher Sprache abgefasst wurde, von 1248 auf. 
Spätere Lehnsinhaber waren die Herren von Kapell, Georg von Dachsberg und Jörg von Rappach bis 1437. In dieser Zeit diente die Burg als Versteck der Kostbarkeiten und der Bibliothek des Stiftes Zwettl vor den plündernden Hussiten während der Kämpfe von 1427/28.
In den nächsten zwei Jahrhunderten wechselten die Lehnsherren häufig. Erst 1623 kaufte Hans Unterholzer von Kranichberg Burg und Herrschaft Lichtenfels vom Kaiser als freies Eigen. 1628 vereinigte er sie mit seiner Herrschaft Rastenberg. 1774 wurde alles von der Familie des Freiherrn von Bartenstein übernommen. Von da an verfiel die Burg. Infolge der Dachsteuer kaufte 1790 das Stift Zwettl einen Teil des Daches. Nachdem der letzte Bewohner 1804 ausgezogen war, verfiel die Burg zusehends.
Seit 1872 ist die ehemalige Herrschaft Lichtenfels im Besitz der gräflichen Familie Thurn-Valsassina.

## Anlage
Nur die Schlosskapelle, die dem Heiligen Paulus geweiht ist, ist erhalten und war bis in das letzte Jahrhundert ein beliebtes Wallfahrtsziel.